# محسن صبا
محسن صبا (زادهٔ ۱۲۸۵ در تهران — درگذشتهٔ ۲۳ فروردین ۱۳۷۱ در آمریکا) فهرست‌نویس، روزنامه‌نگار، استاد دانشگاه و نویسنده‌ی ایرانی بود. او استاد کرسی آمار دانشکده حقوق و اسناد بایگانی و روش تحقیق در دانشکده ادبیات بود. او کتاب‌شناسی ایران در زبان فرانسه را به وجود آورد و کتاب‌های فرانسه راجع به ایران را فهرست کرد و مطالبی راجع به ایران در ادبیات فرانسه گردآوری کرد.

## زندگی
محسن صبا در سال ۱۲۸۵ در تهران به دنیا آمد. وی از نوادگان فتحعلی خان صبا بود. تحصیلات خود را به‌ترتیب در مدرسه‌های فرانکوپرسان، دارالنفون و سپس علوم سیاسی انجام داد. پس از آن دانشجویان اعزامی به اروپا، به فرانسه رفت و در پاریس از دانشکده حقوق درجهٔ دکتری دریافت کرد. همچنین دوره مدرسهٔ شارت را مخصوص تعلیمات مربوط به آرشیو، بایگانی و کتابداری است در آن دیار گذراند و دیپلم آنجا را کسب کرد. صبا نخستین ایرانی است که درجهٔ علمی از آنجا گرفت.
همهٔ قبیلهٔ او شاعران و هنرمندان بودند. او هم جوهری و خمیره‌ایی ارزشمند از آن تیره در نهاد داشت. خاندان صبای کاشان دنبلی زاده‌اند.
دنبلی‌ها رشته‌ای از کردان‌اند که تیره‌ای از آنان صباهای کاشان‌اند. بزرگی از آنان به روزگار قاجار بدین شهر آمد و زاد و بوم اوست که صباها در تاریخ ادبی و هنری و فرهنگی ایران جای و جان گرفته‌اند.

## گفتاورد
به گفته‌ ایرج افشار:
«مرگ غریبانهٔ دکتر صبا برای من یادآور ۵۰ سال شاگردی او دوستی او که در آغاز راه دست مرا گرفت و به قفسه‌های کتابخانه نردیک ساخت و راه‌های پیچاپیج درون آن‌ها را به من نمود. بی گمان یکی از دلسوزترین کسانی بود که برکشیدن تازه کاران می‌پرداخت.»}}

## آثار
- صبا، محسن (۱۳۸۴). اصول بایگانی. تهران: انتشارت دانشگاه تهران.[۳]
- صبا، محسن. اصول فن کتابداری و تنظیم کتابخانه‌های عمومی در خصوص. تهران.[۴]
- صبا، محسن. دو گفتار. تهران: آوانوشت.[۵]

## فعالیت‌ها
وی در روزنامه‌های شفق سرخ، نوبهار، عصر اقتصاد، کیهان مقالات متعددی نوشته و مدت ده سال سردبیر مجلهٔ بانک ملی ایران بود و مؤسس انجمن دوستداران کتاب بود شماری از پیشینیان را به سبکی زیبا و دل پسند انتشار داد. از دیگر آثار او ترجمهٔ «اصول اماری کلیات امار اقتصادی»، «اصول بایگانی»، «اصول فن کتابداری و تنظیم کتابخانه‌های عمومی و خصوصی»، «گل‌های حافظ» و «یکی بود یکی نبود»